# Cancer Barrack
Cancer Barrack war eine deutsche Musikgruppe, die 1986 in Hamburg gegründet wurde. Sie ging, neben der Band Girls Under Glass, aus dem verbliebenen Teil der Gothic-Rock-Formation Calling Dead Red Roses hervor und konnte im Independent- und Dark-Wave-Umfeld der späten 1980er und frühen 1990er Jahre einige Erfolge verbuchen.

## Geschichte
1985 formierten Axel Ermes, Andreas Klatt, Thorsten Cichowski und Henning Lamp’l die Band Courage of Despair. Nachdem 1986 mit Torsten Hammann für die nachfolgenden eineinhalb Jahre ein neuer Sänger gefunden wurde, entschloss man sich zur Umbenennung der Gruppe in Cancer Barrack. Der Name ist dem Gedicht „Mann und Frau gehn durch die Krebsbaracke“ von Gottfried Benn entliehen.
Genau wie die Calling Dead Red Roses und Girls Under Glass spielten Cancer Barrack auf ihrer 1989er Debüt-EP Luscious zunächst Gothic Rock, der aufgrund seiner Härte und tiefen, druckvollen Bassläufe deutlich an US-amerikanische Bands wie Christian Death und Mephisto Walz erinnerte. Insbesondere die Lieder Arlette und King Death konnten sich im Untergrund etablieren. Aufgenommen und abgemischt wurde die EP bei Christian Mevs von der Punk-Band Slime. Den Gesang übernahm zu dieser Zeit Volker „Zaphor“ Zacharias, der anschließend bei Girls Under Glass sang.
In den 1990er Jahren wandelte sich die Band stilistisch wie auch in der Besetzung. Neben Metal- und Hard-Rock-Anklängen wurden erstmals auch deutschsprachige Texte verwendet. Für den Gesang zeichnete ab sofort wieder Torsten Hammann verantwortlich. Als ihr größter Hit dieser Ära gilt das Lied Beischlaf mit 60 kg Hackfleisch, das den Weg auf diverse Kompilationen fand. Einige Beachtung erfuhr es, als die Band als Scherz bei der Radiosendung Domian anrief und den Inhalt des Liedes als „Problem“ schilderte.
1993 verließ Axel Ermes nach den Studioaufnahmen zum Album Leben die Band und wurde durch Thomas van de Scheck ersetzt. Cancer Barrack lösten sich 1994 auf. Trotz anfänglicher Bedenken, nach nur zwei Alben eine Best-of-CD zu veröffentlichen, erschien diese dann 1998, mit zwei unveröffentlichten Liedern.

## Diskografie
- 1989 Luscious (EP)
- 1991 Walking through the... (Album)
- 1992 Speichel (MCD)
- 1993 Leben (Album)
- 1998 Das letzte Gebet - The Best of Cancer Barrack (Album, Kompilation)